# Dromton
Dromton lub Dromtön, Dromtonpa Gyelwa Jungne, tybet. འབྲོམ་སྟོན་རྒྱལ་བའི་འབྱུང་གནས། (ur. 1004 lub 1005 w Tolung, zm. 1064 w klasztorze Reting) – najważniejszy uczeń Atiśy, założyciel szkoły Kadam buddyzmu tybetańskiego i klasztoru Reting.
Uczył się czytania i pisania, a potem rytuałów i nauk buddyjskich, a od wieku 19 lat studiował w szkole Ningma. W 1042 r. spotkał się z mistrzem Atiśą w Tybecie i stał się jego najważniejszym uczniem, chociaż nigdy formalnie nie został mnichem. Otrzymał inicjację w naukach tantrycznych i przeprowadził rewizję tłumaczeń niektórych sutr i tantr oraz był wraz z Atiśą współzałożycielem szkoły Kadam. Po śmierci Atiśy w 1054 r. Dromton zabrał wielu jego uczniów i wrócił do Tolung. Stamtąd na zaproszenie panów feudalnych przyjechał do Reting, gdzie w 1056 r. zbudował klasztor i gdzie kierował życiem mnichów. Dromton zmarł w Reting w wieku sześćdziesięciu lat.